# Lilian Soto
Lilian Susana Soto Badui (Asunción, 15 de desembre de 1962) és una política i activista feminista del Paraguai, a més d'acadèmica en el camp de les polítiques públiques d'igualtat i els estudis de gènere.

## Biografia
Va estudiar Medicina a la Universitat Nacional d'Asunción, així com el Màster en Polítiques Públiques i Administració (MPA) per la Universitat d'Ohio dels Estats Units, i a més és Diplomada en Pressupostos Públics Pro Equitat de Gènere contra la Pobresa a Amèrica Llatina i el Carib de la Facultat Llatinoamericana de Ciències Socials (FLACSO) de Mèxic.
Entre els anys 1991 i 1998 va ser regidora de la Municipalitat d'Asunción pel Moviment Asunción Per Tots (APT), el qual va guanyar la Intendència Municipal d'Asunción en les primeres eleccions municipals posdictadura. Va ser líder de la seva bancada durant dos períodes consecutius, com a Vicepresidenta i Presidenta de la Junta Municipal i fundadora de la Xarxa de Dones Munícipes del Paraguai, de la qual va ser la seva primera titular.

## Trajectòria política
Els seus inicis a la política van ser com a dirigent estudiantil. En el Front d'Estudiants de Medicina (FEM) es va exercir com a Secretària General, també va ser Presidenta del Centre d'Estudiants de Medicina i Secretària General de la Federació d'Estudiants Universitaris del Paraguai (FEUP).
A més va ser la representant de l'Associació de Metges de l'Hospital de Clíniques davant el Consell de Delegats de la Central Unitària de Treballadors (CUT).
Va ser candidata a la Presidència de la República del Paraguai (període 2013-2018), pel Moviment Kuña Pyrenda, aconseguint el 0,16 % de votants a nivell país. El seu programa de govern va incloure els següents eixos: democràcia de la terra, ambient sa, vida lliure de violència i discriminacions, drets per tots i totes, transformació social per a la igualtat, democràcia radical i Llatinoamèrica unida
A l'abril de 2018 va anunciar la seva candidatura a senadora per a les Eleccions Generals 2018 pel Moviment Kuña Pyrenda. Aquesta organització política va ser la iniciativa d'un grup de dones feministes que es va presentar amb un manifest públic el 15 de maig de 2011. És una plataforma ciutadana que es defineix com a socialista, feminista i ecologista, i està integrada tant per homes com per dones que aspiren als principis d'igualtat i no discriminació del seu ideari polític. Entre els components del seu programa legislatiu per al període 2018-2023 se citen: la protecció social i el treball decent, la protecció de l'ambient, la sobirania, la transparència, la no discriminació i la democràcia radical.